# Jazz Jackrabbit 2
Jazz Jackrabbit 2 est un jeu de plates-formes, sorti en 1998 sur Microsoft Windows puis, plus tard, sur Mac OS X. Ce jeu est la suite directe de Jazz Jackrabbit.

## Système de jeu
Le gameplay du jeu, similaire à celui d'Earthworm Jim, est un mélange entre le jeu de plate-forme et le jeu d'action.